# Florin Mircea
Florin Mircea (n. 1 aprilie 1980, Victoria, România) este un deputat român, ales în 2020 din partea PSD. 